# Sociedade de Colecionadores de Postais de Estádios
A Sociedade de Colecionadores de Postais de Estádios - SOCOPE foi uma organização brasileira criada em 19 de julho de 1986, pelo engenheiro e professor universitário Leonardo Romano, de São Paulo, e de Antonio Estelista Aguirre, de Fortaleza, com intuito de unir colecionadores de cartões-postais de estádios.

## História
A primeira divulgação de grande porte realizada foi a matéria publicada pela Revista Placar nº 924, de 19 de fevereiro de 1988 chamada "Estádios de Papelão".
As Exposições de Postais de Estádios - EXPOESTs já foram realizadas em diversos estados brasileiros, principalmente entre 1990 até 2004, desde Rio de Janeiro, Curitiba, no Canindé e até no estádio do Guarani, em Campinas.
A entidade promovia os Encontros de Colecionadores de Postais de Estádios (Encopes), que ocorriam de três a cinco vezes por ano, em várias capitais. Em 2020, ocorreu o primeiro Encope (Encontro de Colecionadores de Postais de Estádios) Virtual.